# Lucile Randon
Lucile Randon (ur. 11 lutego 1904 w Alès, zm. 17 stycznia 2023 w Tulonie) – francuska superstulatka, będąca czwartą pod względem wieku osobą w historii, jak również najstarszą kiedykolwiek osobą konsekrowaną. Jej wiek został potwierdzony przez Gerontologiczną Grupę Badawczą.

## Życiorys
Śluby zakonne złożyła w 1944, przyjmując imię Andrée, i wstąpiła do zakonu szarytek (maison des Filles de la charité przy rue du Bac w Paryżu). Podczas II wojny światowej służyła jako guwernantka i nauczycielka w różnych domach. Po wojnie pracowała przez 28 lat w szpitalu w Vichy z sierotami i starszymi ludźmi. Od 2009 do śmierci mieszkała w Tulonie w domu opieki dla osób starszych.
19 października 2017, po śmierci Honorine Rondello, została najstarszą żyjącą osobą we Francji.
2 czerwca 2019, w wieku 115 lat i 111 dni, stała się najstarszą osobą konsekrowaną w całej historii, przejmując ten tytuł od zmarłej w 2017 zakonnicy Marie-Josephine Gaudette.
18 czerwca 2019, po śmierci Włoszki Marii Giuseppy Robucci-Nargiso, Lucile Randon została, w wieku 115 lat i 127 dni, drugą pod względem wieku żyjącą osobą na świecie (po Kane Tanace) oraz najstarszą w Europie.
16 stycznia 2021 wykryto u niej zakażenie wirusem SARS-CoV-2. Przeszła je bezobjawowo i, na kilka dni przed 117. urodzinami, została najstarszą osobą na świecie, która przeżyła tę infekcję.
11 lutego 2022, jako czwarta osoba w historii (za Jeanne Calment, Sarah Knauss oraz Kane Tanaką), Lucile Randon osiągnęła wiek 118 lat.
19 kwietnia 2022, po śmierci Japonki Kane Tanaki, została najstarszą żyjącą osobą na świecie.
Zmarła 17 stycznia 2023 r. w domu opieki w Tulonie. Po jej śmierci tytuł najstarszej żyjącej osoby na świecie przejęła Maria Branyas Morera.